# Krzyżanówek (gmina)
Krzyżanówek (od 1973 Krzyżanów) – dawna gmina wiejska istniejąca od połowy XIX wieku do 1954 roku w woj. warszawskim, a następnie w woj. łódzkim. Nazwa gminy pochodzi od wsi Krzyżanówek, lecz siedzibą władz gminy był Krzyżanów.
W okresie międzywojennym gmina Krzyżanówek należała do powiatu kutnowskiego w woj. warszawskim. 1 kwietnia 1939 roku gminę wraz z całym powiatem kutnowskim przeniesiono do woj. łódzkiego.
Po wojnie gmina zachowała przynależność administracyjną. Według stanu z 1 lipca 1952 roku gmina Krzyżanówek składała się z 27 gromad. Jednostka została zniesiona 29 września 1954 roku wraz z reformą wprowadzającą gromady w miejsce gmin. Po reaktywowaniu gmin z dniem 1 stycznia 1973 roku gminy Krzyżanówek nie przywrócono, utworzono natomiast jej terytorialny odpowiednik, gminę Krzyżanów.